# Sture Lundgren

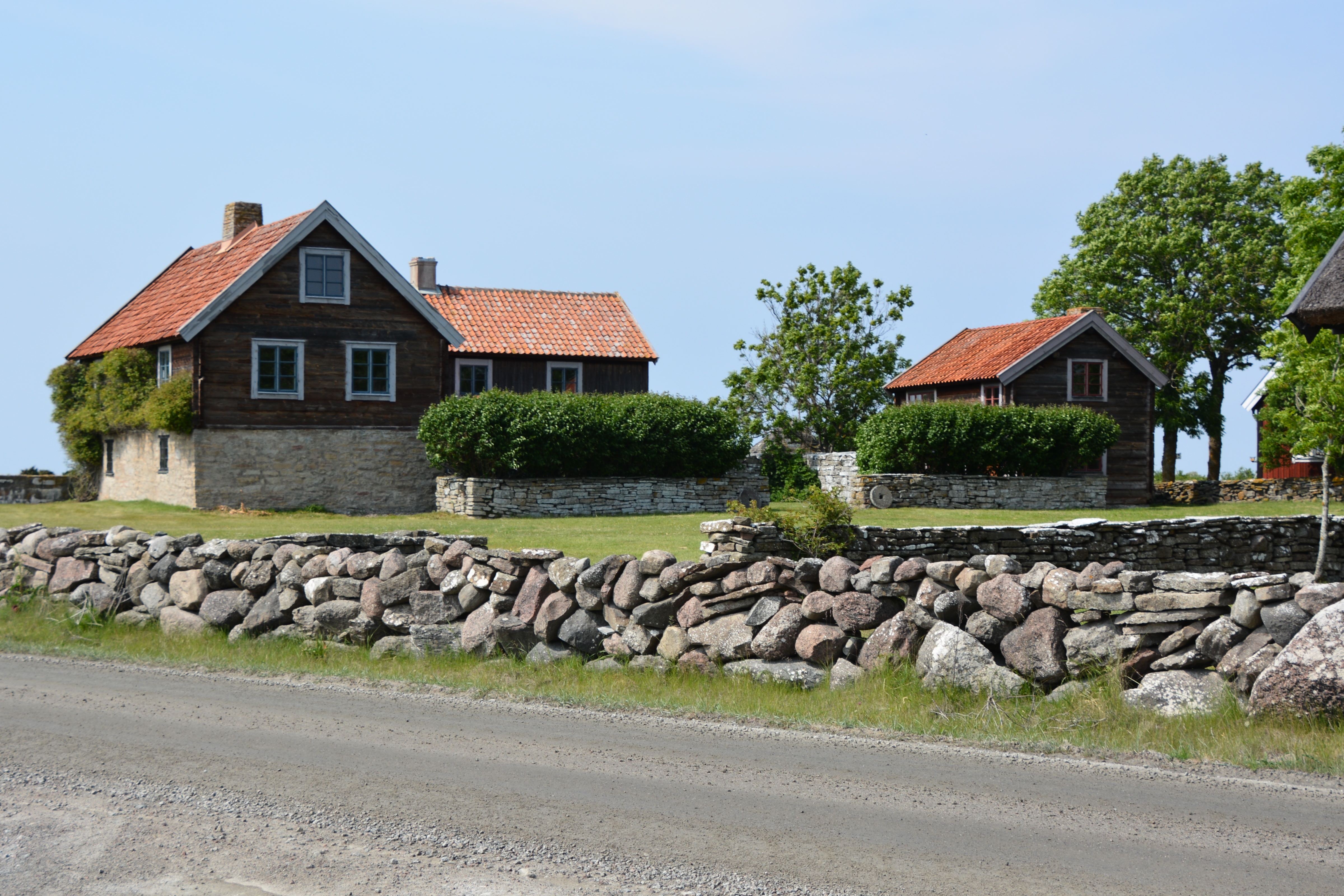
Sture Lundgrens hus i Gillberga

Sture Lundgren, född 10 februari 1918 i Hjorted, död 12 mars 2002 i Gillberga i Persnäs socken på Öland, var en svensk målare och grafiker.
Sture Lundgren var son till folkskolläraren  Nils Lundgren och hans hustru folkskolläraren Alba (Albertina) Åfeldt.
Lundgren studerade måleri för Gotthard Sandberg, Edvin Ollers och Fritz Sjöström, samt grafik vid Grafiska Sällskapet för Bengt Landin. På Öland studerade han för Josef Öberg. Han bosatte sig permanent i Gillberga 1969 efter långvariga vistelser härstädes, bland annat för Josef Öberg, dessförinnan. Hans bilder präglas av grundmurad kärlek till skärgård, kust och hav – till en början med motiv från Nacka, oftast i akvarell, men även träsnitt. 
Sture Lundgren finns representerad på Moderna museet, Sjöhistoriska museet i Stockholm, Kalmar konstmuseum  och på Marinmuseum i Karlskrona. Han gav ut boken Att segla med Blå Jungfrun. Han tillhörde gruppen Åkerbokonstnärerna.